# وولکووو (شهرستان گروجیسک ویلکوپولسکی)
وولکووو (به لاتین: Wolkowo) یک روستا در لهستان است که در گمینا کامینگتس واقع شده‌است. وولکووو ۳۴۸ نفر جمعیت دارد.